# برینجی مینیمان
برینجی مینیمان (به ترکی آذربایجانی: Birinci Meyniman) یک منطقهٔ مسکونی در جمهوری آذربایجان است که در شهرستان حاجی‌قبول واقع شده‌است. این شهر ۱٬۴۰۸ نفر جمعیت دارد.